# Beatrice Deer
Beatrice Deer est une auteure-compositrice-interprète inuk canadienne née à Quaqtaq, Nunavik, Québec en 1985.

## Biographie
Beatrice Deer est originaire de Quaqtaq, mais elle migre vers Montréal au début de sa carrière. Deer commence à chanter devant public dès l'âge de 15 ans. Elle chante en Inuktitut, en anglais ainsi qu'en français. Elle a sorti son premier album, Just Bea, en 2005, et a remporté le prix du le meilleur album inuit au Canadian Aboriginal Music Award. En 2010, elle sort son album éponyme, Beatrice Deer, et plus tard la même année, elle sort un album de Noël, An Arctic Christmas. Son dernier album, Shifting, parait le 10 octobre 2021,. Elle collabore avec de nombreux musiciens (Land of Talk, The Barr Brothers, Stars, Timber Timbre). Sa musique mélange la culture inuit avec le pop-rock, l’indie et le grunge.

## Récompenses
- En 2021, elle a été lauréate des Canadian Indigenous Music Awards.
- Récipiendaire d'un Prism Prize en 2021